# Батильда Орлеанская
Луиза Мария Тереза Батильда Орлеанская (фр. Louise Marie Thérèse Bathilde d’Orléans, 9 июля 1750, Сен-Клу — 10 января 1822, Париж) — французская принцесса крови из Орлеанского дома. Сестра Филиппа Эгалите, мать расстрелянного герцога Энгиенского и тётка короля Франции Луи-Филиппа I. Была замужем за своим дальним родственником принцем Конде; после рождения сына была известна как герцогиня де Бурбон. Во время Великой Французской революции была известна под именем Ситуанн Верите.

## Биография
Единственная выжившая дочь герцога Орлеанского Луи-Филиппа I и его супруги Луизы Генриетты де Бурбон-Конти. При дворе она была неофициально известна как Мадемуазель, что отражало её положение самой старшей незамужней принцессы крови при дворе. Её мать умерла в 1759 году, когда Батильде было всего восемь лет. Её отец под давлением своей любовницы мадам де Монтессон отправил дочь в монастырь. За время пребывания в монастыре она стала очень религиозной, каковой и оставалась на протяжении всей жизни.

### Замужество
Изначально Батильду прочили в жёны дальнему родственнику Фердинанду, герцогу Пармскому, однако этот брак так и не состоялся. В 1770 году 20-летней принцессе наконец разрешили покинуть монастырь  и выйти замуж за Луи-Анри-Жозефа, герцога Энгиенского, сына и наследника принца Конде и Шарлотты де Роган. 14-летний герцог также имел звание принца крови, однако происходил из младшей ветви дома Бурбонов. Пара поженилась 20 апреля 1770 года в Версале в присутствии всего королевского двора.
Луи-Анри-Жозеф довольно быстро устал от своей новоиспечённой супруги. Тем не менее, Батильда родила в браке своего сына по имени Луи Антуан Анри де Бурбон. В 1778 году разразился скандал с супружеской изменой мужа; пара рассталась в 1780 году. После этого её перестали принимать при дворе и она была вынуждена удалиться в усадьбу Шантийи, где искала утешение в занятиях магнетизмом и иллюминизмом, и была посвящена в великие магистры масонского ордена.
Позже она некоторое время жила со своим отцом и его второй женой, мадам де Монтессон, в их замке в Сен-Ассизе. Когда в 1785 году умер её отец, её брат Филипп стал новым герцогом Орлеанским. Примерно в это же время Батильда приобрела дом в Париже под названием Отель де Клермон и замок Петит-Бург.
Там она незаметно для общества родила внебрачную дочь Аделаиду-Викторию от молодого офицера военно-морского флота. Позже она выдавала ребёнка за дочь своего секретаря, чтобы оставить девочку жить рядом с ней. В 1787 году она купила у короны Елисейский дворец.

### Революция
Во время Французской революции, Батильда, как и её брат Филипп Эгалите, открыла для себя демократию. Она поссорилась со своим мужем и сыном-роялистом, которые оба решили покинуть Францию после взятия Бастилии. Когда рухнул Старый порядок, она взяла имя Ситуанн Верите («Гражданская правда»). Она сама предложила своё состояние Первой Французской Республике, прежде чем его успели конфисковать. В апреле 1793 года её племянник, молодой герцог Шартрский (будущий король французов Луи-Филипп I), бежал из Франции и попросил убежища у австрийцев. В отместку Национальное собрание постановило заключить в тюрьму всех оставшихся во Франции Бурбонов.
В то время как другие члены дома Орлеанов, всё ещё находящиеся во Франции, содержались под домашним арестом, Батильда, Филипп Эгалите и его сыновья были заключены в тюрьму в форте Сен-Жан в Марселе. Она была вознаграждена за верность демократическим идеалам революции полутора годами тюремного заключения. В ноябре того же года её брат был гильотинирован. Чудом спасшаяся в эпоху террора Батильда была освобождена во время Термидорианского переворота и вернулась в свою резиденцию, Елисейский дворец, в Париже. Потеряв всё своё состояние, она была вынуждена сдать в аренду бо́льшую часть дворца.
В 1797 году директория решила изгнать последних Бурбонов, всё ещё живших во Франции. Вместе с её невесткой герцогиней Орлеанской, Батильду и её незаконнорождённую дочь заставили сесть в старую повозку со всем оставшимся скарбом и отправили в Испанию. Несмотря на то, что в то время ей было 47 лет, во время путешествия у неё завязалась интрижка с красивым 27-летним полицейским, который был к ней приставлен. Они поддерживали переписку во время её ссылки. В предоставленном доме недалеко от Барселоны Батильда, несмотря на свои небольшие средства, основала аптеку и амбулаторию для бедных, и её дом стал местом сбора для тех, кто нуждался в помощи. Там же она сочинила для Франции план конституции, в основу которой были положены требования «добродетели».
Она оставалась республиканской несмотря на своё изгнание. В 1804 году она узнала, что Наполеон I, которым она восхищалась, похитил её единственного сына Луи Антуана и расстрелял его во рву Венсенского замка. Но даже это горе её не смутило. «Бог призвал нашего сына, — писала она мужу, — чтобы он, очистившись от грехов, на небе оказывал нам услуги гораздо большие, чем он мог оказать нам на земле, при ложных своих принципах». В течение десяти лет император не давал ей ступить на французскую землю. В 1814 году Батильда вернулась в Париж, и народ приветствовал мать «Венсенского мученика».

### Возвращение во Францию
В 1815 году, в начале реставрации Бурбонов, Людовик XVIII обменял Матиньонский дворец на Елисейский. Батильда вскоре основала сообщество монахинь и велела молиться за души жертв революции. Её семья хотела, чтобы она воссоединилась со своим мужем после тридцати пяти лет разлуки, но она отказалась. Вместо этого она возобновила свои отношения с полицейским, который сопровождал её в Испанию в 1797 году. Он умер от болезни всего три года спустя. В 1818 году, после смерти своего свёкра, она стала последней принцессой Конде.
В 1822 году, участвуя в марше к Пантеону, она потеряла сознание и сделала последний вздох в доме профессора права, который преподавал в Сорбонне. Она была похоронена в капелле в Дрё, которую в 1816 году построила её невестка герцогиня Орлеанская.